# District d'Evinayong
Le district d'Evinayong (en espagnol : distrito de Evinayong) est un district de Guinée équatoriale, constitué par la partie centrale de la province de Centro Sur, dans la région continentale de la Guinée équatoriale. Il a pour chef-lieu la ville d'Evinayong. Le recensement de 1994 y a dénombré 21 353 habitants.